# Julio Valle Castillo
Julio Valle Castillo (Masaya, 10 de agosto de 1952) es un escritor, poeta, pintor y crítico artístico y literario nicaragüense.

## Biografía
Valle-Castillo estudió Lengua y Literatura Hispánicas en la Universidad Nacional Autónoma de México (UNAM). Valle-Castillo comenzó a publicar sus poemas en el suplemento "La Prensa Literaria", del periódico La Prensa de Pablo Antonio Cuadra, en la década de 1970. Valle-Castillo publicó posteriormente su primer libro en 1977, "Las Armas Iniciales". Valle-Castillo, junto con Mayra Jiménez, se desempeñó como editor de "Poesía Libre", publicación mensual publicada durante el gobierno sandinista en la década de 1980.
En el período 2006-2007, Julio Valle-Castillo se desempeñó como director del Instituto Nicaragüense de Cultura (INC).

## Obras literarias
Publicadas
- Las armas iniciales (1977)
- Las primeras notas del laúd (1977)
- Formas migratorias (1979)
- Materia jubilosa (1986)
- Ronda tribal para el nacimiento de Sandino (1981)
- Con los pasos cantados (1998)

Poesía
- Poetas modernistas de Nicaragua (1978)
- Rimbaud entre nosotros (1993)
- Poesía francesa / Traducciones nicaragüenses (1993);
- Hija del día / Artes poéticas nicaragüenses (1994);
- Nicaragua: cuentos escogidos (1998)
- Cuentos nicaragüenses (2002)

Ensayos
- El inventario del paraíso (1986)
- La catedral de León de Nicaragua (2000)
- Las humanidades de la poesía nicaragüense (2001)

Novela
- Réquiem en Castilla del Oro (1966)